# شتتل

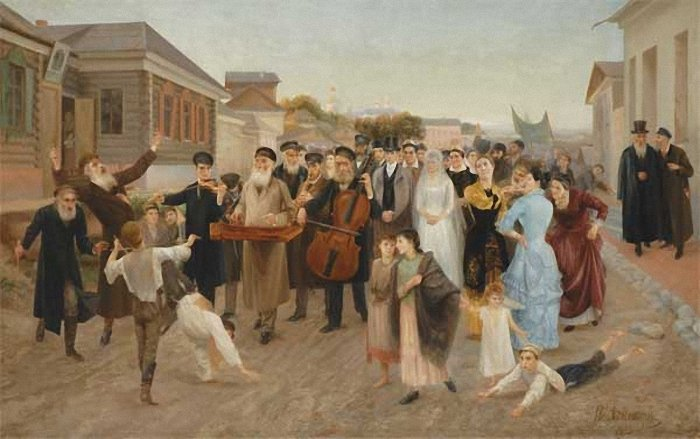
عرس يهودي مع فرقة كليزمر، رسمها إسحاق أشكنازي

الشّتِتْل أو الشُّتَيْتِل، بالإنجليزية (Shtetl) (English: /ˈʃtɛtəl/) (باليديشية: שטעטל)‏، بصيغة الجمع: (שטעטלעך, shtetlekh شتِتْلِخ); وهي تصغير كلمة (باليديشية: שטאָט)‏ (نقحرة: اشْتُوت), المأخوذة من الكلمة الألمانية Stadt، نقحرة: اشْتات "مدينة") هو مصطلح يِيدي يشير إلى المدن الصغيرة التي يغلب عليها السكان اليهود الأشكناز التي كانت موجودة في أوروبا الشرقية قبل المحرقة. يُستخدم هذا المصطلح في سياق خصوصيات المجتمعات اليهودية في أوروبا الشرقية السابقة باعتبارها جزرًا ضمن السكان غير اليهود المحيطين بها، ويحمل هذا المصطلح دلالات اجتماعية واقتصادية وثقافية معينة. كانت الشّتِتْلات موجودة أساسًا في المناطق التي شكلت منطقة الاستيطان في الإمبراطورية الروسية في القرن التاسع عشر، وكذلك في كونغرس بولندا، وغاليسيا النمساوية، ومملكة رومانيا ومملكة المجر.
في اللغة اليِيديّة، تسمى المدينة الكبيرة، مثل لفيف أو تشيرنيفتسي اشْتُوت (باليديشية: שטאָט)‏، والقرية تسمى دُورْف (باليديشية: דאָרף)‏. وشتِتْل هي تصغير اشْتُوت، وتعني "بُلَيْدَة". وعلى الرغم من وجود الإدارة الذاتية اليهودية (kehilla كِهِلّا، أو kahal قهل)، فإنّه لم تكن هناك إدارات يهودية منفصلة رسميًّا، وظلّ الشّتِتْل يشار إليه على أنه (miasteczko، نقحرة: مِيَسْتِتْشْكُو "بلدة"، أو mestechko في البيروقراطية الروسية)، وهو نوع من الاستيطان نشأ في الكومنولث البولندي الليتواني السابق واعتُرف به رسميًا في الإمبراطورية الروسية أيضًا. وللتوضيح، فعبارة "miasteczko يهودية" كانت تُستخدم كثيرًا.
والشّتِتْل بوصفة ظاهرة يهودية أشكنازية في أوروبا الشرقية دمرها النازيون خلال المحرقة.

## ملخص
عرّف الشّتِتْل يوهانان بتروفسكي شترن بأنه "مدينة سوق في أوروبا الشرقية في ملكية خاصة لقطب بولندي، يسكنها في الغالب اليهود ولكن ليس حصرًا" ومنذ تسعينيات القرن الثامن عشر فصاعدًا وحتى عام 1915 كانت الشّتِتْل أيضًا "خاضعة للبيروقراطية الروسية"  حيث ضمت الإمبراطورية الروسية الجزء الشرقي من بولندا، وكانت تدير المنطقة التي يُسمح فيها باستيطان اليهود. ومفهوم ثقافة الشّتِتْل يصف طريقة الحياة التقليدية ليهود أوروبا الشرقية.وتُصوّر الشّتِتْلات على أنّها مجتمعات متدينة تؤمن باليهودية الأرثوذكسية مستقرة اجتماعيًا ولا تتغير على الرغم من التأثير الخارجي أو العدوان.

## تاريخ
بدأ تاريخ أقدم الشّتِتْلات الأوروبية الشرقية في القرن الثالث عشر تقريبًا  وشهدت فترات طويلة من التسامح والازدهار النسبي، عدا عن أوقات الفقر المدقع والمصائب، بما في ذلك مذابح الإمبراطورية الروسية في القرن التاسع عشر. وكما يذكر مارك زبوروسكي وإليزابيث هيرتسوغ (1962): إن المواقف وعادات التفكير المميزة للتعليم التقليدي واضحة في الشارع والسوق مثل اليشيفة. إن الصورة الشعبية لليهودي في أوروبا الشرقية، التي يحملها اليهود والأمميون على حد سواء، تتوافق مع التقليد التلمودي. وتتضمن الصورة الميل إلى الفحص والتحليل وإعادة التحليل، والبحث عن المعاني وراء المعاني وعن الدلالات والنتائج الثانوية. ويتضمن أيضًا الاعتماد على المنطق الاستنتاجي كأساس للاستنتاجات والإجراءات العملية.
وفي الحياة، كما في التوراة، يُفترض أن لكل شيء معانٍ أعمق وثانوية، يجب التحقق منها. جميع المواضيع لها آثار وتداعيات. علاوة على ذلك، يجب أن يكون لدى الشخص الذي يدلي بتصريح سبب، ويجب التحقيق في هذا أيضًا. في كثير من الأحيان، يثير التعليق إجابة على السبب المفترض وراءه أو على المعنى الذي يعتقد أنه يكمن تحته، أو على العواقب البعيدة التي يؤدي إليها. إن العملية التي تنتج مثل هذه الاستجابة - غالبًا بسرعة البرق - هي استنساخ متواضع للطريقة الفلفوليّة.
وقد حرّمت قوانين مايو التي قدمها القيصر ألكسندر الثالث ملك روسيا عام 1882 على اليهود سُكنى المناطق الريفية والبلدات التي يقل عدد سكانها عن عشرة آلاف شخص. وفي القرن العشرين، دمرت الثورات والحروب الأهلية والتصنيع والمحرقة النازية وجود الشّتِتْل التقليدية.
وقد بدأ اضمحلال الشّتِتْل من أربعينيات القرن التاسع عشر تقريبًا. وأسهمت في هذا عوامل تشمل الفقر نتيجة للتغيرات في المناخ الاقتصادي (بما في ذلك التصنيع الذي أضر بالحرفيين اليهود التقليديين وحركة التجارة إلى المدن الكبرى)، والحرائق المتكررة التي دمرت المنازل الخشبية، والاكتظاظ السكاني. كما أن معاداة السامية من قبل المسؤولين الإمبراطوريين الروس وملاك الأراضي البولنديين، والمذابح لاحقًا من ثمانينيات القرن التاسع عشر، جعلت الحياة صعبة على اليهود في الشّتِتْل. ومن ثمانينيات القرن التاسع عشر حتى عام 1915، غادر ما يصل إلى مليوني يهودي أوروبا الشرقية. ووقتها كان حوالي ثلاثة أرباع سكانها اليهود يعيشون في الشّتِتْل. وأدت المحرقة إلى إبادة الشّتِتْل تمامًا. إذ غدا مألوفًا لجميع السكان اليهود في الشّتِتْل جمعهم وقتلهم في غابة قريبة أو نقلهم إلى معسكرات الاعتقال المختلفة. وقد هاجر بعض سكان الشّتِتْلات فعلًا قبل وبعد المحرقة، معظمهم إلى الولايات المتحدة، حيث استمرت بعض عاداتهم. لكن الشّتِتْل بوصفة ظاهرةً لليهود الأشكناز في أوروبا الشرقية قضى عليها النازيون.

### الاستخدام الحديث
في الجزء الأخير من القرن العشرين، أسس اليهود الحسيديون مجتمعات جديدة في الولايات المتحدة، مثل كيرياس جويل ونيو سكوير، وغالبًا ما يستخدمون مصطلح "الشّتِتْل" للإشارة إلى هذه الجيوب باللغة اليِيدية، وخاصة تلك التي بها مباني قروية.
وفي أوروبا، يوصف المجتمع الأرثوذكسي في أنتويرب ببلجيكا على نطاق واسع بأنه آخر شتِتْل، مؤلف من حوالي 12000 شخص.
ولبرنو في جمهورية التشيك تاريخ يهودي مهم وكلمات يِيدية هي جزء من لهجة الهانتيك العامية التي أصبحت على وشك الانقراض. فكلمة "štetl" مثلًا (التي تُنطَق شتِتْل) تشير إلى برنو نفسها.
والقصبة القرمزية في أذربيجان، يُعتقد أنها البلدة اليهودية الوحيدة بنسبة 100٪ غير الموجودة في إسرائيل أو الولايات المتحدة، وقد وُصفت بأنها شتِتْل.

## ثقافة
لم يتحدث يهود الشّتِتْلات اليِيدية فحسب، وهي لغة نادرًا ما يتحدث بها مجاوروهم، ولكن كان لديهم أيضًا أسلوب بلاغى فريد، متجذر في تقاليد التعلم التلمودية:
«تماشيًا مع مفهومه الخاص للواقع المتناقض، فإن الشّتِتْليّ معروف بكل من فصاحة الكلام والكلام المقتضب والتلميحي. كلتا الصورتين صحيحتان، وكلاهما من سمات اليشيفة وكذلك الأسواق. عندما يتحدث العالِم مع أقرانه المثقفين، فإن الجمل غير المكتملة، أو التلميح، أو الإيماءة، قد تحل محل فقرة كاملة. ويُتوقع من المستمع أن يفهم المعنى كاملاً على أساس كلمة أو حتى صوت... مثل هذه المحادثة، المطولة والمفعمة بالحيوية، قد تكون غير مفهومة للمبتدئين كما لو كان المتناقشون المتحمسين يتحدثون بألسن مختلفة. ونفس هذا الإيجاز اللفظي يمكن أن يوجد في التجارة أو المنزل.»
قدمت الشّتِتْلات إحساسًا قويًا بالمجتمع بسبب إيمان اليهود بالله. إن الشّتِتْل "في جوهره مجتمع إيماني مبني على ثقافة دينية عميقة الجذور". وقد كان التعليم اليهودي هو الأهم في الشّتِتْلات. إذ يقضي الرجال والفتيان ما يصل إلى 10 ساعات يوميًا مخصصين للدراسة في اليشيفة. ولتثبيطهن عن الدراسة المكثفة، كان النساء يؤدين المهام الضرورية للأسرة. كما قدمت الشّتِتْلات مؤسسات مجتمعية مثل المعابد اليهودية والحمامات الطقسية والجزارين الطقسيين.
هذا الاهتمام بالأعمال الصالحة يجد جذوره في الآراء الدينية اليهودية، والتي لخّصها في "بيركي أفوت" شمعون هاصادق بـ"أركانه الثلاثة":
تُعَدّ "الصدقة" عنصرًا أساسيًا في الثقافة اليهودية، العلمانية والدينية، حتى يومنا هذا. كانت الصدقة ضرورية ليهود الشّتِتْل، الذين عاش الكثير منهم في فقر. إذ ساعدت الأعمال الخيرية المؤسسات الاجتماعية مثل المدارس ودور الأيتام. وقد نظر اليهود إلى تقديم الصدقات على أنها فرصة للقيام بعمل صالح (ميتزفة).
لم تُزدَرَ الأشياء المادية أو تُحمَد في الشّتِتْل. كان التعلم والتعليم المقياس النهائي للقيمة في نظر المجتمع، في حين كان المال ثانويًا بالنسبة للمكانة. وكان يُنظر إلى العمل الوضيع بشكل عام على أنه prost (نقحرة: بروست)، أو برولي. حتى الطبقات الفقيرة في الشّتِتْل يميلون إلى العمل في الأعمال التي تتطلب استخدام المهارات، مثل صناعة الأحذية أو خياطة الملابس. وكان الشّتِتْل له أخلاقيات عمل متسقة تقدّر العمل الجاد وترفض الكسل. وكانت الدراسة، بالطبع، تُعَدّ العمل الأفضل والأصعب على الإطلاق. ومتعلمو اليشيفة الذين لم يعيلوا أهاليهم واعتمدوا على زوجاتهم للحصول على المال، لم يكونوا موضع استهجان، بل مُدحوا بكونهم يهودًا مثاليين.
وهناك اعتقاد موجود في الكتابات التاريخية والأدبية بأن الشّتِتْل قد تفكك قبل تدميره خلال الحرب العالمية الثانية؛ ومع ذلك، قال جوشوا روزنبرغ من معهد الشؤون اليهودية لشرق أوروبا في جامعة برانديز إن هذا الانفصال الثقافي المزعوم لم يُتعرّف بوضوح على الإطلاق. وقد ادعى أن الحياة اليهودية بأكملها في أوروبا الشرقية -ليس في الشّتِتْلات فحسب- "كان في حالة أزمة دائمة، سياسية واقتصادية، من القلق الاجتماعي والصراعات الثقافية". يوضح روزنبرغ عددًا من الأسباب لصورة "تفكك الشّتِتْل" وأنواعًأ أخرى من التنميطات. أولها، كان دعاية "مكافحة الشّتِتْل" من الحركة الصهيونية. ولا يمكن اعتبار الأدب اليِيدي والعبري يمثل الواقع الكامل إلا إلى حد ما. فقد ركزت في الغالب على العناصر التي تجذب الانتباه، وليس على "اليهودي العادي". كما أنّ ذكريات الشّتِتْل والمِحَن، في أمريكا الناجحة، كانت ملونة بالحنين والعاطفة.

## تصويرات فنية